# Jack Urwin

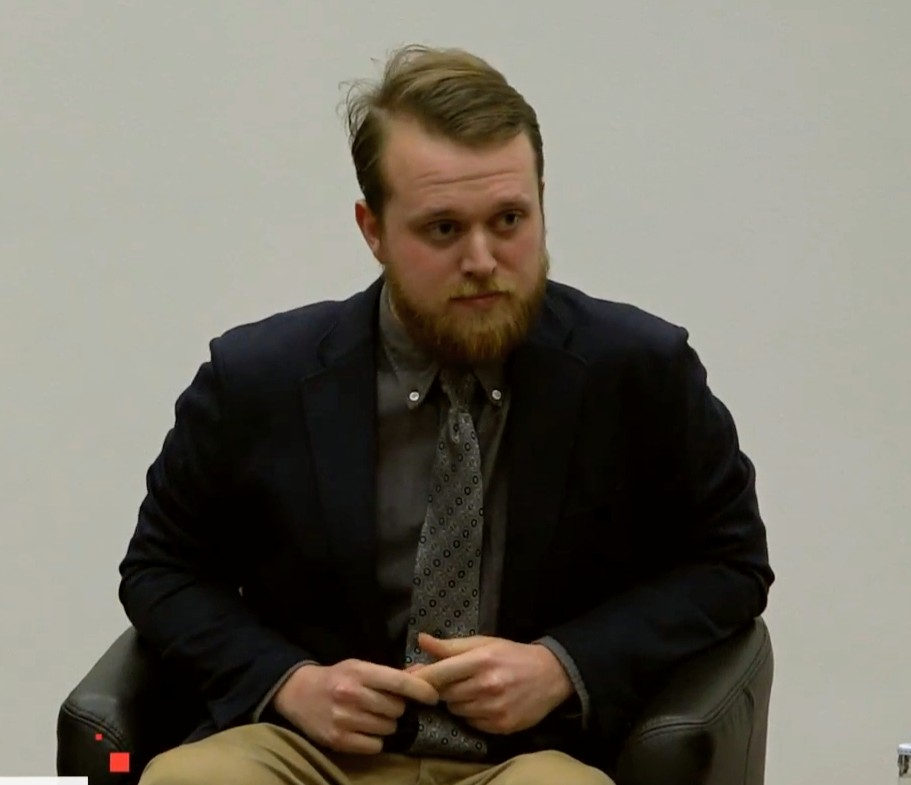
Jack Urwin, 2017

Jack Urwin (* 1992 in Loughborough) ist ein britischer Autor.
Jack Urwin wurde in Loughborough im englischen Leicestershire 1992 geboren. Sein Vater starb kurz vor Urwins zehntem Geburtstag an einem Herzinfarkt, ohne zuvor den Arzt wegen seiner Herzprobleme konsultiert zu haben.
Urwin ging mit 18 Jahren nach London und studierte Journalismus. Er arbeitete anschließend als Promoter für verschiedene große und Indie-Musik-Labels. Urwin lebt heute in Toronto, Kanada.
Als Autor schreibt Urwin für diverse Zeitschriften zu politischen Themen, über psychische Gesundheit und Genderthemen. Er schreibt für McSweeney's und VICE.
Sein erstes Buch Boys don’t cry zur männlichen Identität in modernen Gesellschaften wurde breit rezensiert.

## Publikation
- Jack Urwin (2016): Man Up. Surviving Modern Masculinity. Icon Books Ltd. ISBN 978-1-78578-069-1
  - Jack Urwin (2017): Boys don’t cry. Identität, Gefühl und Männlichkeit. Aus dem Englischen von Elvira Willems. Deutsche Erstausgabe Edition Nautilus ISBN 978-3-96054-042-7
- Jack Urwin: A Stiff Upper Lip Is Killing British Men. In: Vice, 20. Oktober 2014
- Jack Urwin: Justin Trudeau’s First 100 Days As Seen by a Clueless, Optimistic Englishman. In: Vice, 11. Februar 2016
- Jack Urwin und Emely Reynolds: Can Men and Women Ever Just Be Friends? An Investigation. In Vice, 5. Juni 2016
- Jack Urwin: A Guide for Brits Who Want to Move to Canada After Brexit. In Vice, 26. Juni 2016